# Campionato sudamericano per club 2010 (pallavolo maschile)
Il campionato sudamericano per club di pallavolo maschile 2010 è stato la 2ª edizione del massimo torneo pallavolistico sudamericano per squadre di club e si è svolto dal 26 al 31 ottobre 2010 a Buenos Aires e a San Juan, in Argentina. Al torneo hanno partecipato 6 squadre di club sudamericane e la vittoria finale è andata per la prima volta al Club Ciudad de Bolívar.

## Regolamento
Il torneo si è svolto con una prima fase dove le squadre sono state divise in due gironi, giocato con la formula del round-robin; al termine della prima fase le prime due classificate di ogni gironi hanno acceduto alle semifinali per il primo posto, mentre le ultime classificate di ogni girone si sono classificate direttamente al quinto posto finale.

## Squadre partecipanti
- Bolívar
- UPCN
- Deportivo Colón
- Cimed
- Linares
- CN de Montevideo
- Deportivo Wanka[1]

## Fase a gironi

### Gironi
| Girone A                                 | Girone B           |
| ---------------------------------------- | ------------------ |
| Bolívar Deportivo Colón CN de Montevideo | UPCN Cimed Linares |

## Fase finale

### Finali 1º e 3º posto
|  | Semifinali      | Semifinali      | Semifinali |       |         | Finale 1º/2º posto | Finale 1º/2º posto | Finale 1º/2º posto |  |
|  |                 |                 |            |       |         |                    |                    |                    |  |
|  | Bolívar         | Bolívar         | 3          |       |         |                    |                    |                    |  |
|  | Bolívar         | Bolívar         | 3          |       |         |                    |                    |                    |  |
|  | Deportivo Colón | Deportivo Colón | 0          |       |         |                    |                    |                    |  |
|  | Deportivo Colón | Deportivo Colón | 0          |       | Bolívar | Bolívar            | 3                  |                    |  |
|  |                 |                 |            |       | Bolívar | Bolívar            | 3                  |                    |  |
|  |                 |                 | Cimed      | Cimed | 2       |                    |                    |                    |  |
|  | Cimed           | Cimed           | Cimed      | Cimed | 2       | 3                  |                    |                    |  |
|  | Cimed           | Cimed           |            |       |         | 3                  |                    |                    |  |
|  | UPCN            | UPCN            | 0          |       |         | Finale 3º/4º posto | Finale 3º/4º posto | Finale 3º/4º posto |  |
|  | UPCN            | UPCN            | 0          |       |         |                    |                    |                    |  |
|  |                 |                 |            |       |         |                    |                    |                    |  |
|  |                 |                 |            |       |         | UPCN               | UPCN               | 3                  |  |
|  |                 |                 |            |       |         | UPCN               | UPCN               | 3                  |  |
|  |                 |                 |            |       |         | Deportivo Colón    | Deportivo Colón    | 1                  |  |

## Classifica finale
| Classifica | Squadre          | Qualificazione                |
| ---------- | ---------------- | ----------------------------- |
|            | Bolívar          | Coppa del Mondo per club 2010 |
|            | Cimed            |                               |
|            | UPCN             |                               |
| 4          | Deportivo Colón  |                               |
| 5          | Linares          |                               |
| 5          | CN de Montevideo |                               |